# Lebuh
Lebuh is een bestuurslaag in het regentschap Karimun van de provincie Riau-archipel, Indonesië. Lebuh telt 1.734 inwoners (volkstelling 2010).